# Hans H. Zerlett
Hans Heinz Zerlett, né le 17 octobre 1892 à Wiesbaden et mort le 6 juillet 1949 à Buchenwald était un scénariste et un réalisateur de films allemands.

## Biographie
Hans Heinz Zerlett est le fils d'un directeur musical, il a pour frère le scénariste Walter Zerlett-Olfenius. Il débute comme acteur de théâtre, puis sert comme soldat dans la Première Guerre mondiale, mais, il doit quitter le service militaire plus tôt que prévu pour maladie. Après la guerre, il s'oriente progressivement vers la dramaturgie, l'écriture de scénarios et de paroles pour des revues, des Schlager, ou même pour des cabarets. Il vend son premier scénario en 1927.
Zerlett réalise 25 films sous le Troisième Reich et devient une figure de proue de la propagande nazie, adhérant même au parti nazi, il devient un ami proche du nazi Hans Hinkel. Il fait ses débuts en tant que réalisateur en 1934 avec le court métrage Im Schallplattenladen qui a pour vedette Karl Valentin. S'ensuit la comédie Da stimmt was nicht, avec Viktor de Kowa et Adele Sandrock. Le plus grand succès de Zerlett Arzt aus Leidenschaft, un drame, est produit en 1936. En 1938, Zerlett réalise la comédie musicale Les étoiles brillent [Es leuchten Die Sterne], puis, dès l'année suivante, il réalise des films de propagande, antisémites comme la comédie musicale Robert und Bertram (1939) et l'anti-« Art dégénéré » 'Venus vor Gericht (1941).
À la fin des années 1930, Zerlett devient l'ami de nombreux sportifs de renom comme Gustav Jaenecke, Gottfried von Cramm, Rudolf Caracciola, Max Schmeling, d'acteurs (Hans Albers ou de chanteur (Michael Bohnen), qui avait l'habitude de se réunir régulièrement au "Roxy-Sportbar" dans Joachimstaler Straße à Berlin. À l'automne 1938, il rompt avec eux après une dispute au sujet de la menace de guerre. Son cercle d'anciens amis est déclaré à la Gestapo et le lendemain la patronne du bar et l'acteur Rolf von Goth sont arrêtés. Peu avant la Seconde Guerre mondiale, devenu réalisateur pour la UFA, il quitte Bad Saarow, près de Berlin et achète la maison de son ami Max Schmeling. En 1935 il avait réalisé avec lui et son épouse Anny Ondra, le film sportif Knockout – Ein junges Mädchen, ein junger Mann puis, l'année suivante un documentaire sur lui Max Schmelings Sieg – Ein deutscher Sieg.
Arrêté le 23 janvier 1946 à Bad Saarow par les services secrets soviétiques, il est interné dans le camp spécial no 2 de Buchenwald où il décède de la tuberculose en 1949.

## Filmographie partielle

### En tant que scénariste
- 1921 : Meine Frau, das Fräulein
- 1922 : Das Liebesverbot
- 1922 : Die erste Nacht
- 1924 : Meine Braut ... Deine Braut
- 1924 : Das Radiomädel
- 1924 : Der Skandal mit Molly
- 1926 : Die leichte Isabell
- 1926 : Die tanzenden Fräuleins
- 1927 : Pit Pit
- 1930 : Anny... music-hall (Die vom Rummelplatz) de Karel Lamač
- 1931 : L'amour dispose (Ich geh' aus und Du bleibst da) de Hans Behrendt
- 1932 : La Chauve-Souris

### En tant que réalisateur
- 1934 : Ein Walzer für dich
- 1934 : Im Schallplattenladen
- 1934 : Da stimmt was nicht (de)
- 1935 : Die selige Exzellenz
- 1935 : Knockout – Ein junges Mädchen, ein junger Mann
- 1936 : Arzt aus Leidenschaft
- 1936 : Moral
- 1936 : Diener lassen bitten
- 1936 : Max Schmelings Sieg - Ein deutscher Sieg
- 1937 : Liebe geht seltsame Wege
- 1937 : Truxa
- 1937 : Es leuchten die Sterne
- 1938 : Revolutionshochzeit
- 1938 : Zwei Frauen
- 1939 : Robert und Bertram
- 1939 : Die goldene Maske
- 1940 : Meine Tochter tut das nicht
- 1941 : Venus vor Gericht
- 1942 : Meine Freundin Josefine
- 1942 : Einmal der liebe Herrgott sein
- 1942 : Kleine Residenz
- 1943 : Reise in die Vergangenheit
- 1944 : Liebesbriefe
- 1947 : Spuk im Schloß (Überläufer)
- 1948 : Im Tempel der Venus / Mit meinen Augen (Überläufer)